# Talanites
Talanites là một chi nhện trong họ Gnaphosidae.